# Akira Yasuda
Akira Yasuda (安田 朗, Yasuda Akira) (nascut el 21 de juliol de 1964) és un animador, dissenyador de personatges i nascut al Japó que treballa sota el nom artístic d'"Akiman".

## Obres
Yasuda va ser empleat de la companyia de videojocs Capcom des de 1985 i va treballar en el disseny d'alguns jocs com Street Fighter II, Darkstalkers o Final Fight. Va deixar la companyia el 2003 i des de llavors treballa com artista independent, havent treballat com a dissenyador en algunes sèries d'anime com ∀ Gundam, o Code Geass: Lelouch of the Rebellion.

### Llistat d'obres

#### Anime
- ∀ Gundam (disseny de personatges)
- ∀ Gundam I: Earth Light (disseny de personatges)
- ∀ Gundam II: Moonlight Butterfly (disseny de personatges)
- Overman King Gainer (disseny de mechas)
- Code Geass (disseny de mechas)
- Mamotte Shugogetten (animació clau)

#### Videojocs
- 1942 (caràtula de NES)
- Side Arms (treball artístic)
- Forgotten Worlds (disseny de joc)
- Final Fight (planificació)
- Street Fighter II (series) (planificació)
- Super Street Fighter II (series) (planificació)
- Captain Commando (planificació)
- The Punisher
- Darkstalkers: The Night Warriors
- Vampire Savior: Jedah's Damnation
- X-Men: Children of the Atom
- Marvel Super Heroes (disseny de sprites)
- Warzard (treball artístic)
- Street Fighter Alpha 2
- Street Fighter Alpha 3 (disseny de personatges)
- X-Men vs. Street Fighter (disseny de personatges)
- Marvel Super Heroes vs. Street Fighter (treball artístic)
- Marvel vs. Capcom: Clash of Super Heroes (treball artístic)
- Street Fighter III (treball artístic)
- Street Fighter III: 3rd Strike (disseny de personatges)
- Final Fight Revenge
- Tech Romancer (supervisió de disseny)
- Star Gladiator (disseny de personatges)
- Plasma Sword: Nightmare of Bilstein (disseny de personatges)
- Power Stone (disseny de personatges)
- Power Stone 2 (disseny de personatges)
- Red Dead Revolver (disseny de personatges)
- Gundam: True Odyssey (personatge principal i caràtules)
- Culdcept Saga (Il·lustració de la carta: Sword Princess)
- Fushigi no Dungeon: Furai no Shiren DS (caràtula)
- Sangokushi Taisen DS (Il·lustració de la carta: Enclosure Empress)
- Brave Story: New Traveler (disseny de personatges)
- Kidou Senshi Gundam: Giren no Yabou - Axis no Kyoui V (caràtula)

#### Altres treballs
- ∀ Gundam: Tsuki no Kaze, 2004 - 2005 (manga)
- Giga69 (portada de la revista)
- Akira Yasuda ∀ Gundam Designs (∀ Gundam artbook de la sèrie)
- Akiman Cover Girls (llibre de pòsters de la revista Giga69)
- "Haji" caràtula de DVD
- Kousoku M-ko figurine (disseny del personatge i còmic intern)
- Eureka Magazine (portada de la revista)
- Street Fighter Art Comic Anthology (portada)
- Street Fighter Artworks HA 20th Anniversary Art Book (portada)
- Gundam Rock Music Album (portada)